# موچدوو (استان اشوی‌داشکسیه)
موچدوو (به لهستانی: Moczydło) یک منطقهٔ مسکونی در لهستان است که در گمینا بوزخوو واقع شده‌است.